# Rising Damp
Rising Damp är en brittisk komediserie som producerades av Yorkshire Television i fyra säsonger och som sändes på ITV mellan 1974 och 1978.

## Handling
Rupert Rigsby driver det sunkigaste pensionatet i norra England.

## Utmärkelser
Rising Damp vann ett BAFTA Award för bästa TV-komedi 1978.

## Rollista i urval
- Leonard Rossiter - Rupert Rigsby
- Frances de la Tour - Ruth Jones
- Don Warrington - Philip Smith
- Richard Beckinsale - Alan Moore (säsong 1-3)
- Gabrielle Rose - Brenda (säsong 2)